# Ane Læsø
Die Ane Læsø ist eine dänische Ro-Ro-Fähre. Sie verkehrt zwischen Frederikshavn auf Jütland und Vesterø Havn auf der Insel Læsø.

## Geschichte
Das Schiff wurde unter der Baunummer 202 auf der Ørskov Christensens Staalskibsværft in Frederikshavn gebaut. Es wurde am 29. Januar 1995 mit Hilfe eines Krans zu Wasser gelassen. Die Fertigstellung des für Samsø Linien in Sælvig gebauten Schiffs erfolgte am 14. Juni 1995. Es kam als Vesborg zwischen Hov und Sælvig in Fahrt. Der Schiffsentwurf stammte von dem dänischen Schiffsarchitekturbüro OSK-ShipTec.
Im Dezember 1998 verkehrte die Fähre vorübergehend zwischen Sælvig und Kalundborg. Ab Mitte August wurde die Fähre zwischen Hov und Kolby Kås eingesetzt. Mit der Übernahme der Fährverbindung zwischen Jütland und Samsø im Herbst 2008 kam das Schiff zu Nordic Ferry Service. Von Mai bis Juni 2009 verkehrte es zwischen Kalundborg und Kolby Kås, bevor es wieder die Strecke zwischen Hov und Sælvig bediente.
Zwischen Mai 2009 und Mai 2010 wurde die Fähre auf verschiedenen Strecken eingesetzt und fuhr vielfach nur für einige Wochen zwischen Kalundborg und Kolby Kås, Hov und Kolby Kås bzw. Spodsbjerg und Tårs.
Anfang 2011 wurde das Schiff aufgelegt. Im Juni 2011 wurde es an die Læsø Kommune verkauft. Das in Ane Læsø umbenannte Schiff wird von Læsøfærgerne zwischen Frederikshavn und Vesterø Havn eingesetzt. In den Wintermonaten verkehrt das Schiff teilweise in Charter anderer Reedereien auf anderen Strecken. So fuhr die Fähre beispielsweise Ende 2014/Anfang 2015 vorübergehend in Charter der Samsø Rederi auf der Strecke Hov–Sælvig, bevor die Strecke von der als Samsø in Dienst gestellten Prinsesse Isabella übernommen wurde.

## Technische Daten und Ausstattung
Das Schiff wird von zwei Viertakt-Sechszylinder-Dieselmotoren mit zusammen 1766 kW Leistung angetrieben. Die MAN-B&W-Motoren des Typs 6L23/30-DKV wirken auf zwei Verstellpropeller. Für die Stromerzeugung stehen drei Dieselgeneratoren mit 187 kW Leistung (234 kVA Scheinleistung) zur Verfügung. Das Schiff ist mit zwei Bugstrahlrudern mit jeweils 260 kW Leistung ausgestattet.
Die Fähre verfügt über ein durchlaufendes Fahrzeugdeck, das über landseitige Rampen zugänglich ist. Zur Erhöhung der Pkw-Kapazität steht ein zusätzliches höhenverstellbares Deck zur Verfügung. Das Fahrzeugdeck ist vollständig geschlossen. Am Bug befindet sich ein nach oben aufklappbares Bugvisier. Oberhalb des Fahrzeugdecks befinden sich drei Decks. Hier sind unter anderem die Einrichtungen für die Passagiere untergebracht, darunter ein Selbstbedienungsrestaurant und ein Aufenthaltsraum mit einer Bar. Die Brücke befindet sich im vorderen Bereich des Schiffes. Sie ist vollständig geschlossen. Zur Verbesserung der Übersicht geht sie etwas über die Schiffsbreite hinaus.
Die Fähre kann im Sommerhalbjahr 440 Passagiere befördern. Im Winterhalbjahr beträgt die Passagierkapazität 358 Personen. Die Fahrzeugkapazität beträgt 56 Pkw.